# Garra barreimiae
Espèce
Statut de conservation UICN

 LC  : Préoccupation mineure
Garra barreimiae est un cyprinidé qui vit à Bahreïn, Oman et dans les Émirats arabes unis.